# 폴 알렉산더
폴 알렉산더(Paul Alexander, 1946년 1월 30일 ~ 2024년 3월 11일)은 미국의 소아마비 생존자이자, 변호사이다. 1952년 6살에 소아마비에 걸려, 72년 동안 철폐 속 안에서 지냈다.